# Luo Zhuoying
Luo Zhuoying (19 mars 1896 - 6 novembre 1961) est un général de la République de Chine (二級 上將) actif pendant la deuxième guerre sino-japonaise avant d'être plus tard gouverneur du Guangdong.